# Dribți, Korop
Dribți (în ucraineană Дрібці) este un sat în comuna Proletarske din raionul Korop, regiunea Cernihiv, Ucraina.

## Demografie
Componența lingvistică a localității Dribți
     Ucraineană (100%)
Conform recensământului din 2001, toată populația localității Dribți era vorbitoare de ucraineană (100%).